# Sanam Marvi
 (décembre 2021).
Sanam Marvi, صنم ماروی en ourdou, née le 17 avril 1986 à Hyderabad, est une chanteuse pakistanaise.

## Biographie
Sanam Marvi vient d'une famille pauvre et sindhiphone du Sind. Son père, Faqeer Khan Muhammad, est également un musicien folklorique qui joue pour des cérémonies religieuses et lui présente la musique issue du soufisme. Après de les premières bases par son père, elle commence à suivre une formation musicale à 7 ans. Plus tard elle apprend le chant classique et les râgas auprès d'Ustad Fateh Ali Khan dans la tradition du Gwalior gharana. Elle s'inspire de la chanteuse Abida Parveen. Elle joue au Rafi Peer Theatre en 2004 et 2005.
Sanam Marvi fait ses débuts en 2009 dans Virsa Heritage, une émission musicale sur la chaîne Société Télé Pakistan animée par Yousuf Salahuddin. Plus tard, elle participe à Coke Studio Pakistan, une série télévisée pakistanaise présentant des performances musicales en direct. Elle fait ses débuts en Inde en 2010 au Jahan-e-Khusrau, le festival de musique soufi organisé par le producteur de cinéma Muzaffar Ali. En février 2011, elle est présente avec la chanteuse indienne Rekha Bhardwaj à l'événement Aman ki Asha organisé par The Times of India au Chowmahalla Palace, à Hyderabad, en Inde.
Marvi fait sa première tournée pour les communautés à l'étranger en 2012 avec des concerts à Dubaï, Londres, Paris, New York, chantant aux côtés de Hadiqa Kiani et Ali Zafar.
Son premier mari en 2006, Aftab Ahmed Pharero (deuxièmes noces pour lui), également connu sous le nom d'Aftab Ahmed Kalhoro, fut assassiné à Karachi en 2009 alors qu'elle était enceinte. Sanam Marvi se marie aussitôt à Hamid Ali Khan, son cousin, avec qui elle a trois enfants, elle divorce en 2020 en demandant à ne plus être une femme battue.

## Source de la traduction
- (en) Cet article est partiellement ou en totalité issu de l’article de Wikipédia en anglais intitulé « Sanam Marvi » (voir la liste des auteurs).